# Cerco de Acre (1799)
O cerco de Acre de 1799 foi um cerco francês malsucedido à cidade otomana de Acre (atualmente na moderna Israel) e foi o ponto de virada da invasão do Egito e da Síria por Napoleão, junto com a Batalha do Nilo. Foi a terceira derrota tática de Napoleão em sua carreira, tendo sido derrotado na Segunda Batalha de Bassano e na Batalha de Caldiero três anos antes durante a campanha italiana, e sua primeira grande derrota estratégica, além de ter sido a última vez que ele foi derrotado em batalha por 10 anos. Como resultado do cerco fracassado, Napoleão Bonaparte recuou dois meses depois e se retirou para o Egito.

## Contexto
Acre era um local de importância estratégica significativa devido à sua posição de comando na rota entre o Egito e a Síria. Bonaparte queria capturá-la após sua invasão do Egito. Ele esperava incitar uma rebelião síria contra os otomanos e ameaçar a Índia britânica. Após o cerco de Jaffa, que foi seguido por dois dias e duas noites de massacre e estupro pelas forças francesas, os defensores da cidadela estavam ainda mais determinados a resistir aos franceses.

## Cerco
Os franceses tentaram iniciar o cerco em 20 de março usando apenas sua infantaria. Napoleão acreditava que a cidade capitularia rapidamente para ele. Em correspondência com um de seus oficiais subordinados, ele expressou sua convicção de que apenas duas semanas seriam necessárias para capturar o ponto-chave de sua conquista da Terra Santa antes de marchar para Jerusalém.
No entanto, as tropas do capaz Jezzar Pasha, recusando-se a se render, resistiram ao cerco por um mês e meio. Haim Farhi, conselheiro judeu e braço direito de al-Jazzar, desempenhou um papel fundamental na defesa da cidade, supervisionando diretamente a batalha contra o cerco. Após a captura anterior de Jaffa por Napoleão, tropas francesas desenfreadas haviam saqueado selvagemente a cidade capturada, e milhares de prisioneiros de guerra albaneses foram ordenados por Napoleão a serem massacrados na costa, antes da ofensiva francesa mais ao norte. Esses fatos eram bem conhecidos pelos moradores e tropas defensoras (muitos deles albaneses) em Acre, e a perspectiva de serem massacrados provavelmente endureceu sua resistência.
Uma flotilha da Marinha Real sob o comando do Comodoro Sidney Smith, comandando o Tigre, ajudou a reforçar as defesas otomanas e forneceu à cidade canhões adicionais operados por marinheiros e fuzileiros navais. Smith usou seu comando do mar para capturar a artilharia de cerco francesa sendo enviada por uma flotilha de canhoneiras do Egito e para bombardear a estrada costeira de Jaffa. Os barcos capturados foram: 
| Nome            | Destino                                   |
| --------------- | ----------------------------------------- |
| Dangereuse      | Vendido em 1801                           |
| Deux Frères     | Perdido em uma tempestade em maio de 1799 |
| Foudre          | Vendido em 1801                           |
| Marie-Rose      | Vendida em 1801                           |
| Negresse        | Vendido em 1802                           |
| Torride         | Última listagem em 1802                   |
| Vierge-de-Grâce | Recapturado e afundado em maio de 1799    |

Um especialista em artilharia da frota, o émigré francês Antoine de Phélippeaux, então redirecionou contra as forças de Napoleão as peças de artilharia que os britânicos haviam interceptado.
Smith ancorou os navios britânicos Tigre e Theseus de modo que seus bordos pudessem auxiliar na defesa otomana. Canhoneiras britânicas, que tinham calado menor, podiam se aproximar mais, e juntas ajudaram a repelir repetidos assaltos franceses.
Em 16 de abril, uma força de socorro otomana foi combatida no Monte Tabor. No início de maio, artilharia de cerco francesa de substituição chegou por terra e uma brecha foi forçada nas defesas. No auge do assalto, as forças sitiadoras conseguiram abrir uma brecha nas muralhas.

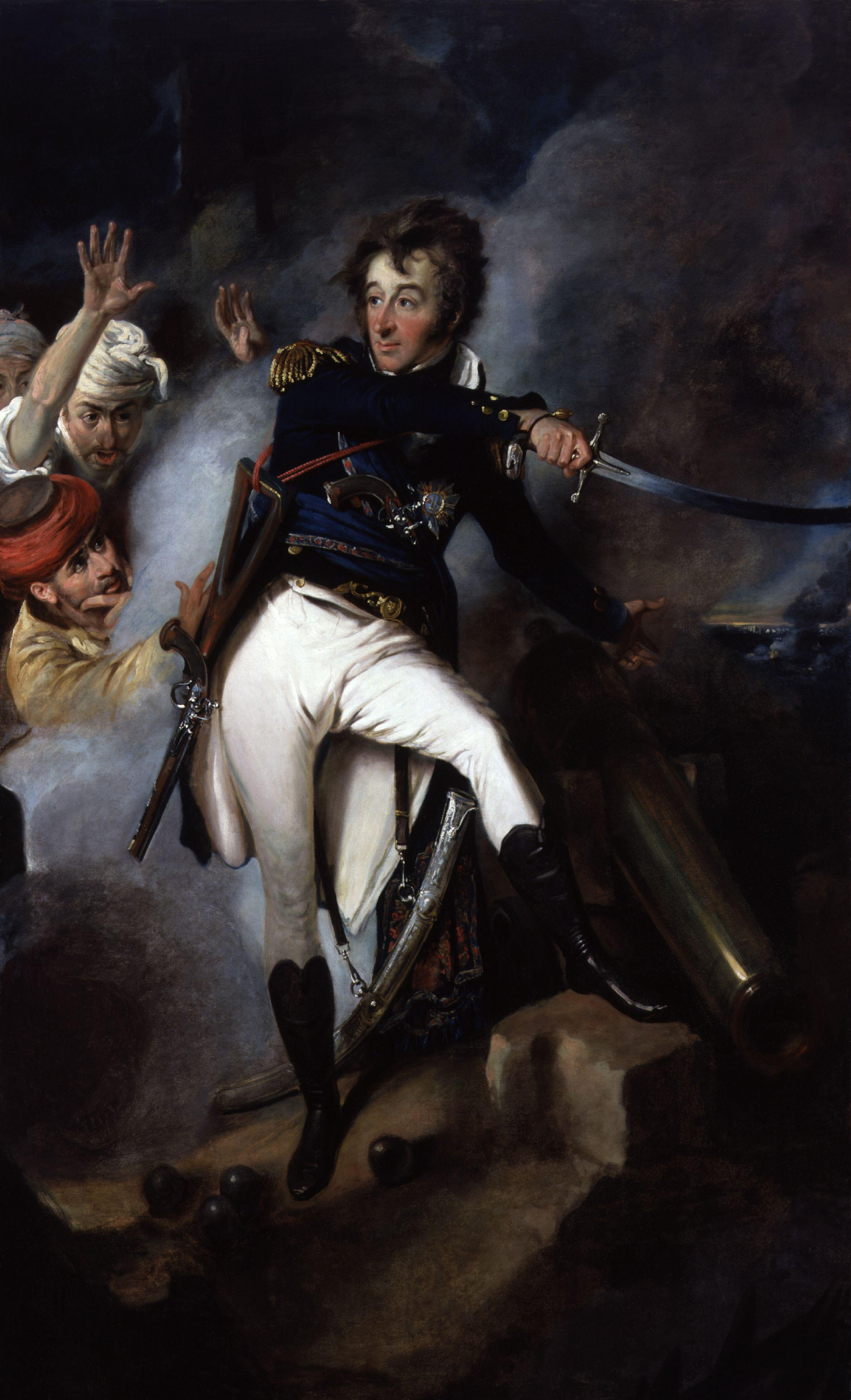
Sidney Smith nas muralhas de Acre

No entanto, após sofrer muitas baixas para abrir este ponto de entrada, os soldados de Napoleão descobriram, ao tentar penetrar na cidade, que Farhi e de Phélippeaux haviam, nesse meio tempo, construído uma segunda muralha, vários metros mais profunda dentro da cidade onde ficava o jardim de al-Jazzar. A descoberta desta nova construção convenceu Napoleão e seus homens de que a probabilidade de tomarem a cidade era mínima. Além disso, após o assalto ser novamente repelido, reforços otomanos de Rodes conseguiram desembarcar.
Tendo subestimado a atitude obstinada das forças defensoras combinada com um bloqueio britânico dos portos de abastecimento franceses e condições climáticas severas, as forças de Napoleão ficaram com fome, frio e úmidas. A peste tinha atingido o acampamento francês como resultado da condição desesperadora dos homens, e até então já havia levado à morte de cerca de 2 000 soldados.
Durante todo o cerco, tanto Napoleão quanto Jezzar buscaram em vão a assistência do líder Shihab, Bashir—governante de grande parte do atual Líbano. Bashir permaneceu neutro. Como as coisas se desenrolaram, foram os franceses que mais sofreram com a atitude de Bashir, cuja intervenção a seu favor poderia ter mudado o equilíbrio de poder a seu favor.
Finalmente, o cerco foi levantado. Napoleão Bonaparte recuou dois meses depois em 21 de maio após um assalto final fracassado em 10 de maio, e se retirou para o Egito.

## Significado

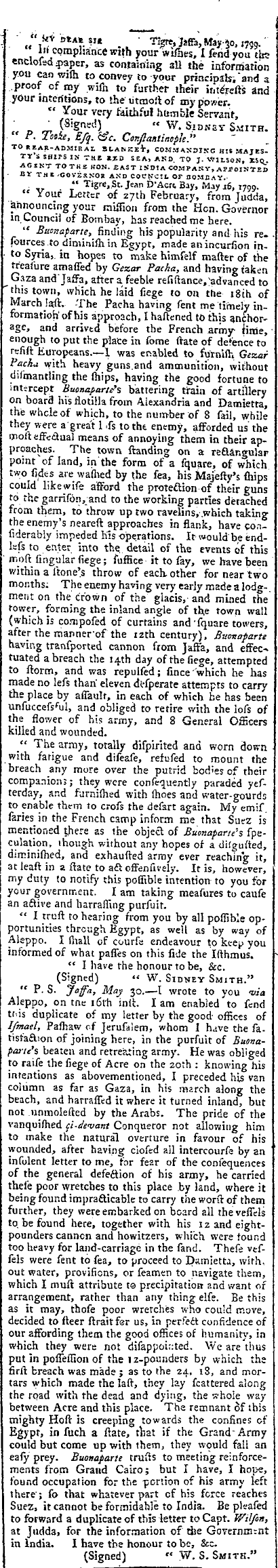
Descrição de Sidney Smith do cerco de Acre, The Times, 2 de agosto de 1799

Em 1805, Napoleão afirmou que se ele tivesse
Citação: sido capaz de tomar Acre [em 1799], eu teria colocado um turbante, teria feito meus soldados usarem grandes calças turcas, e os teria exposto à batalha apenas em caso de extrema necessidade. Eu teria feito deles um Batalhão Sagrado—meus Imortais. Eu teria terminado a guerra contra os turcos com tropas árabes, gregas e armênias. Em vez de uma batalha na Morávia, eu teria vencido uma Batalha de Isso, teria me tornado imperador do Oriente, e teria retornado a Paris passando por Constantinopla.
As alusões da Antiguidade Clássica incluídas no discurso são ao Batalhão Sagrado de Tebas e aos Imortais Persas—unidades de elite, respectivamente, da cidade-estado de Tebas e dos Reis Aquemênidas da Pérsia; e à Batalha de Isso, onde Alexandre, o Grande derrotou decisivamente os últimos. (De fato, embora Acre não tenha sido conquistada, a Guarda Imperial de Napoleão acabou sendo informalmente chamada de "Os Imortais".)
Independentemente de Napoleão ter sido capaz de realizar o grande projeto acima, é provável que, se ele tivesse tomado Acre, poderia ter permanecido por um tempo consideravelmente maior no Oriente, não teria retornado à França em 1799 e, portanto, não teria realizado mais tarde naquele ano o golpe que o estabeleceu no poder como Primeiro Cônsul. Ele ainda poderia ter tomado o poder na França, mais tarde e sob circunstâncias diferentes, ou em sua ausência, outra pessoa poderia ter derrubado o governo instável do Diretório. De qualquer forma, a história posterior da França e da Europa poderia ter sido substancialmente diferente. Além disso, independentemente de Napoleão ter conseguido ou não se tornar Imperador do Oriente e alcançar Constantinopla, sua tentativa enérgica de fazê-lo certamente teria um efeito substancial na história do Império Otomano.
Alguns sustentam que uma declaração atribuída a Napoleão durante a guerra, segundo a qual ele prometeu devolver a terra aos judeus se ele tivesse sucesso em sua conquista da Palestina, foi destinada a capturar a atenção de Farhi, um judeu sírio, e trair seu mestre mudando seu apoio para os franceses. Sendo isso verdade ou não, Farhi defendeu a cidade com o resto das forças otomanas.
Napoleão mostrou grande interesse em conquistar os judeus durante a campanha, incluindo o relato de Las Cases em "Mémorial de Sainte Hélène" sobre os registros da campanha militar de Napoleão que relata que era comentado entre os judeus sírios que depois que Napoleão tomasse Acre, ele iria a Jerusalém e restauraria o templo de Salomão e decretos foram aprovados em favor dos judeus (e cristãos coptas e mulheres) no Egito controlado pelos franceses.

## Legado
Na atual Acre, a colina na qual Napoleão montou seu acampamento, a sudeste das muralhas da cidade de Acre, ainda é conhecida como "Colina de Napoleão" (גבעת נפוליון). Acre também tem uma Rua Napoleão Bonaparte (רחוב נפוליון בונפרטה), a única cidade em Israel com tal nome de rua.
Entre a população árabe da Cidade Velha de Acre, o conhecimento de seus antepassados terem resistido com sucesso ao bombardeio de um conquistador tão famoso no mundo é fonte de orgulho cívico e patriotismo local. Em um conto popular circulado pelos árabes de Acre, Napoleão, ao levantar o cerco de Acre, deixou um canhão atirar seu chapéu para dentro da cidade "para que pelo menos uma parte dele entrasse em Acre".

## Galeria

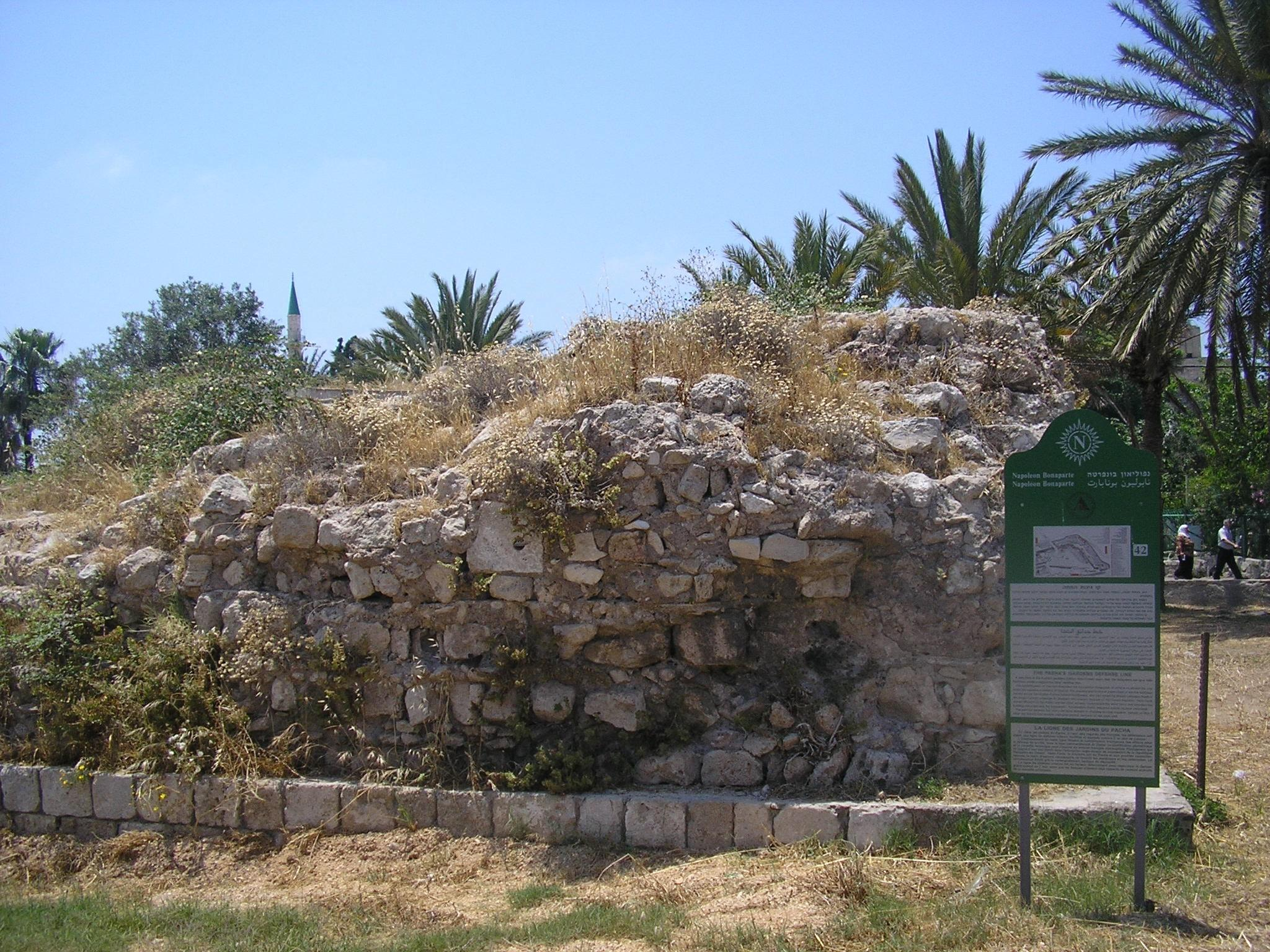
Os restos da linha de fortificação interna erguida por Farhi e de Phélippeaux dentro das muralhas de Acre durante o cerco de Napoleão, maio de 1799.
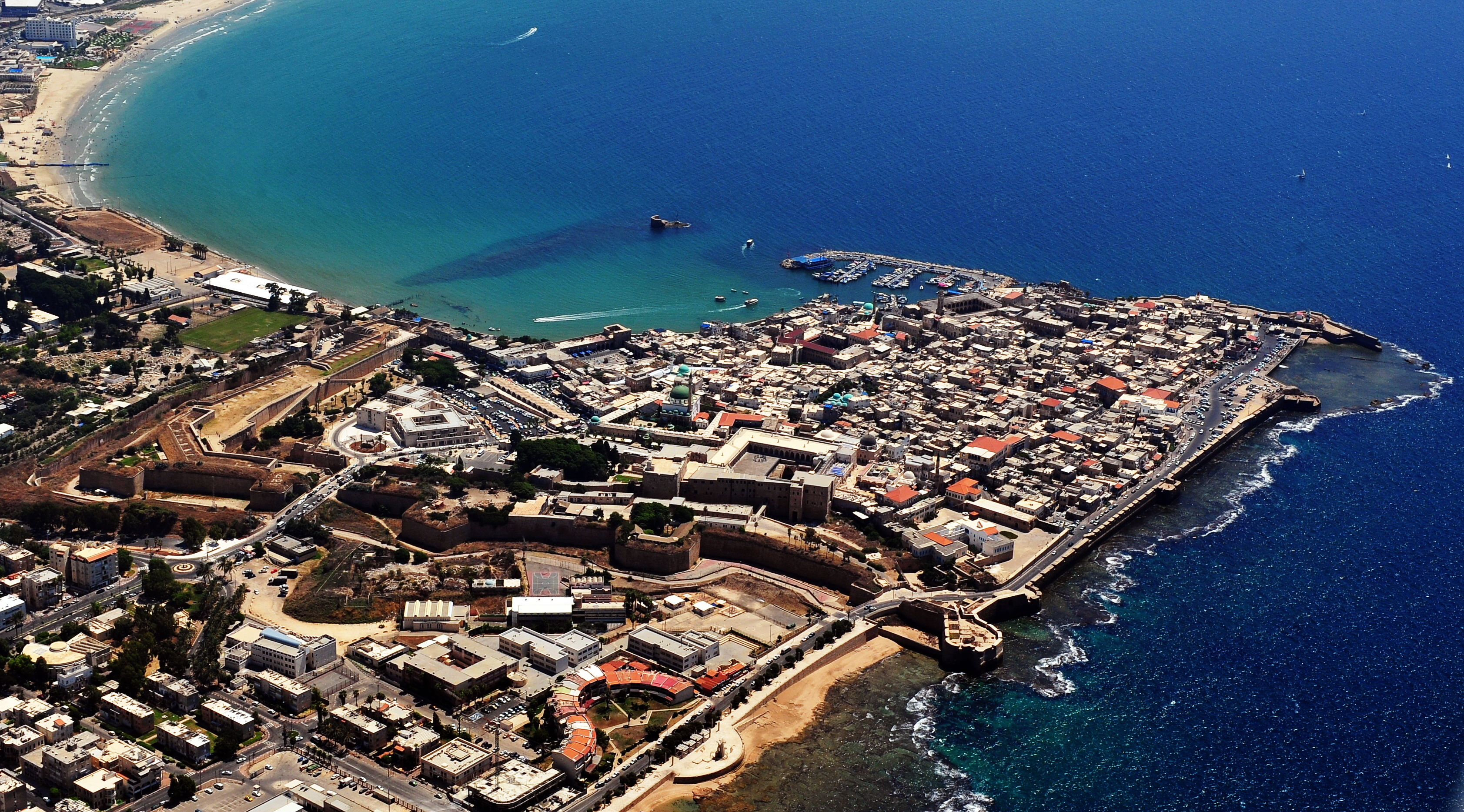
A aparência geral da Velha Acre, vista aqui em uma visão atual de cima, mudou pouco desde 1799
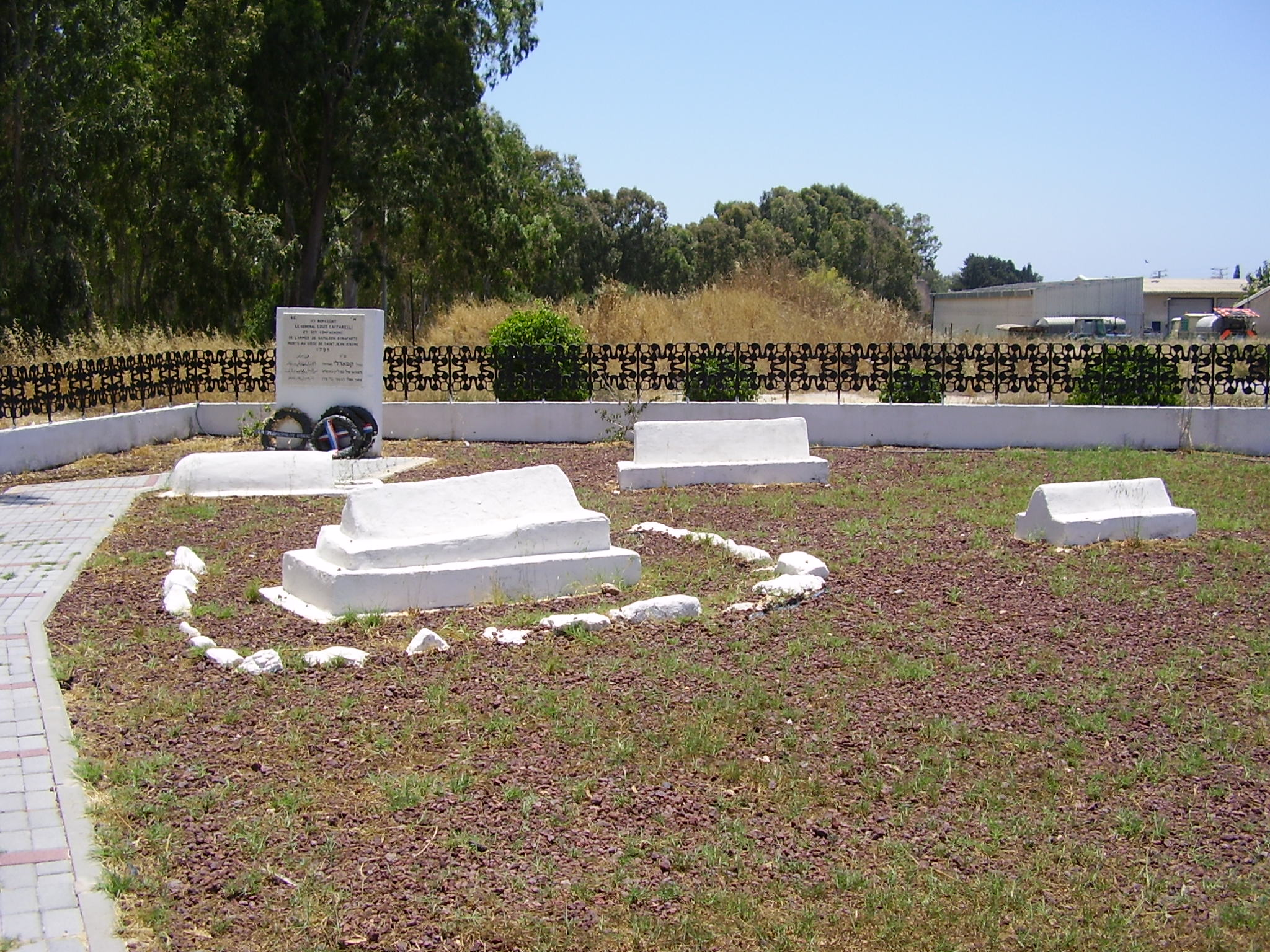
Cemitério para os soldados de Napoleão em Acre, incluindo o túmulo do General Caffarelli
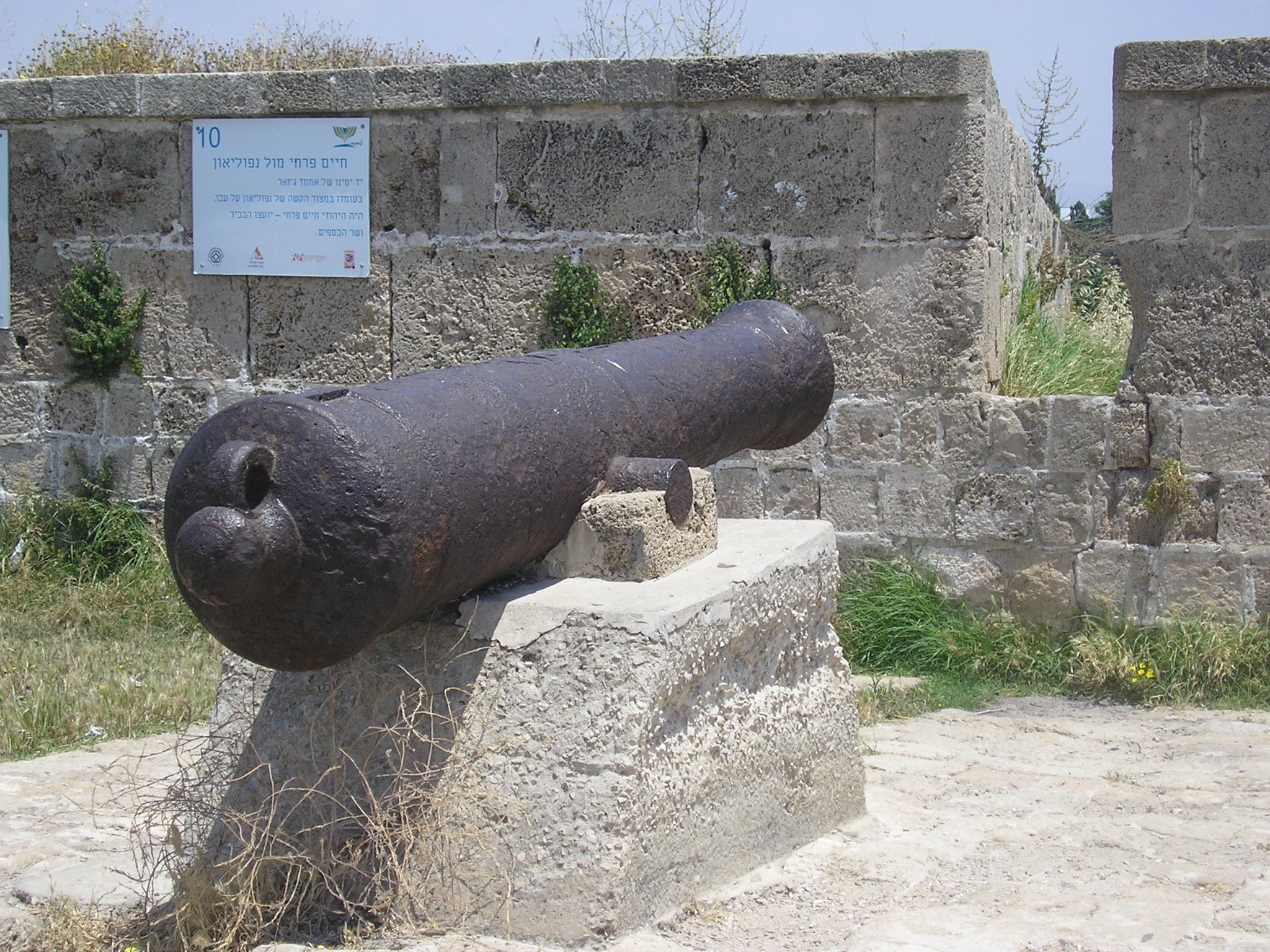
Canhão do século XIX, colocado na muralha de Acre perto de uma placa comemorativa de Farhi. A inscrição em hebraico na placa diz: "Farhi contra Napoleão. O braço direito de Jezzar na resistência ao duro cerco de Napoleão foi o judeu Haim Farhi, conselheiro sênior e ministro das finanças"